# R-46 (misil)
R-46 fue un estudio de entre 1963 y 1966 sobre un misil balístico intercontinental soviético pesado realizado por Yangel. La existencia del sistema fue aludida en un discurso del entonces primer ministro soviético Nikita Jruschov en 1961.
Habría sido un misil de dos o tres etapas, capaz de poner una Ojiva en órbita para realizar un ataque FOBS.
Se llegó a hacer pruebas con modelos a escala, pero nunca se autorizó su completo desarrollo.
Un concepto posterior, el R-56, habría consistido en una agrupación de R-46.

## Especificaciones
- Alcance máximo: 16.000 km
- CEP: 1,5 km